# جوزيف غونزال
جوزيف غونزال (بالفرنسية: Joseph Gonzales)‏ (19 فبراير 1907 - 26 يونيو 1984) لاعب كرة قدم فرنسي راحل كان يجيد اللعب في خط الدفاع.
لعب طوال مسيرته الرياضية في أندية بني ساف، أسبت وجدة (؟؟؟؟-1931)، فالينسيان (1931-1933) فايفز (1933-1936) أولمبي مرسيليا (1936-1943) محافظة مرسيليا (1943-1944) أولمبي مرسيليا (1944-1946).
مثل منتخب فرنسا في مباراة واحدة (1936). شارك مع منتخب فرنسا في بطولة كأس العالم 1934 في إيطاليا حيث خرج من الدور الثمن النهائي.

## وصلات خارجية
- جوزيف غونزال على موقع الاتحاد الدولي (مؤرشف)  (الإنجليزية)
- جوزيف غونزال على موقع قاعدة بيانات كرة القدم.إي يو (الإنجليزية)
- جوزيف غونزال على موقع ناشيونال فوتبول تيمز (الإنجليزية)
- جوزيف غونزال على موقع Soccerway.com (الإنجليزية)
- جوزيف غونزال على موقع عالم كرة القدم.نت (الإنجليزية)
- سيرة ذاتية